# Apostolska nunciatura v Paragvaju
Apostolska nunciatura v Paragvaju je diplomatsko prestavništvo (veleposlaništvo) Svetega sedeža v Paragvaju, ki ima sedež v Asuncionu.
Trenutni apostolski nuncij je Eliseo Antonio Ariotti.

## Seznam apostolskih nuncijev
- Alberto Vassallo-Torregrossa (6. avgust 1920–1925)
- Liberato Tosti (5. september 1946–4. oktober 1948)
- Federico Lunardi (1949–9. november 1954)
- Luigi Punzolo (6. december 1954–1957)
- Carlo Martini (25. marec 1958–29. november 1963)
- Vittore Ugo Righi (1964–1967)
- Antonio Innocenti (15. december 1967–26. februar 1973)
- Joseph Mees (10. julij 1973–19. januar 1985)
- Giorgio Zur (3. maj 1985–13. avgust 1990)
- José Sebastián Laboa Gallego (21. avgust 1990–18. marec 1995)
- Lorenzo Baldisseri (6. april 1995–19. junij 1999)
- Antonio Lucibello (27. julij 1999–27. avgust 2005)
- Orlando Antonini (16. november 2005–8. avgust 2009)
- Eliseo Antonio Ariotti (5. november 2009–danes)